# アルバトロス D.XI
アルバトロス D.XI
Albatros D.XI
アルバトロス D.XIの2号機
- 用途：戦闘機
- 製造者：アルバトロス・フルークツォイクヴェルケ
- 運用者：ドイツ帝国軍航空隊
- 初飛行：1918年2月
- 生産数：2

アルバトロス D.XI（Albatros D.XI）は1918年2月に初飛行したドイツの単座戦闘機である。エンジンは160馬力のジーメンス＝ハルスケ Sh.IIIで、アルバトロス機として初めてロータリーエンジンを使用した。従来の張線の代わりに胴体からの斜め支柱によって支える、新しい翼構造を特徴とした。

## 特徴
本機は複葉機として新しい試みが行われた。上下翼の翼幅は同一でなく、上翼の方が下翼より広く設計された。上下翼は空力的断面を持つI型支柱で支えられ、その補強のために支柱基部と胴体上部、張線の張られた普通の複葉機では「ランディング・ワイヤ」のある位置には2本一組の斜め支柱が置かれていた。ロータリーエンジンの使用によって大直径のプロペラと、それに対応した高い主脚が必要となった。
D.XIは他のアルバトロス戦闘機と同じく、7.92 mmシュパンダウLMG 08/15機銃2挺で武装していた。2機製作された試作機の1号機は平行翼弦の釣合式補助翼と4翅プロペラを、2号機は先細の片持式補助翼と2翅プロペラを装備していた。結局D.XIは生産に移されなかった。

## 性能諸元（D.XI）
諸元
- 乗員: 1
- 全長: 5.58 m
- 全高:
- 翼幅: 8.00 m
- 翼面積: 18.5 m2
- 空虚重量: 494 kg
- 運用時重量: 723 kg
- 動力: ジーメンス＝ハルスケ Sh.III 、120 kW （160 hp）   × 1

性能
- 最大速度: 190 km/h
- 航続距離:   2時間

武装
- 7.92 mm LMG 08/15 機関銃 ×2

## 参考資料
- Green, W.; Swanborough, G. (1994). The Complete Book of Fighters. London: Salamander Books. ISBN 1-85833-777-1
- Das Virtuelle Luftfahrtmuseum